# Hanseatische Yachtschule
Die Hanseatische Yachtschule (kurz HYS, gesprochen Hüss) in Glücksburg wird vom Verein selbst und in Presseartikeln als Deutschlands größte und älteste Segelschule bezeichnet. Sie gehört dem Deutschen Hochseesportverband HANSA (DHH) an.

## Geschichte
Die Hanseatische Yachtschule wurde 1925 in Neustadt in Holstein „im Rahmen der verdeckten Aufrüstung zur Schulung künftigen Offiziersnachwuchses“ für den klandestinen Aufbau einer Schnellbootflotte gegründet. Den Platz in Neustadt beanspruchte im März 1934 die Kriegsmarine als „Unterseebootschule“, woraufhin die Segelschule vorübergehend nach Sierksdorf ausweichen musste. Seit November 1935 ist sie in Glücksburg im Quellental an dem im selben Jahr neu geschaffenen Yachthafen Glücksburg beheimatet.
2008 eröffnete die Yachtschule den Neubau des Unterkunftshauses mit modernen, maritim eingerichteten 4-Bett-Zimmern. Bis zu 190 Segelschüler finden Platz und können in Vollpension beherbergt werden.
2017 wurde die veraltete Bootshalle abgerissen und durch einen Neubau ersetzt. Der Hamburger Kaufmann Eberhard Wienholt spendete 2 Mio. der 2,8 Mio. Euro Gesamtkosten. Entstanden ist ein 1000 Quadratmeter großes Gebäude mit dunkelgrauer Aluminiumfassade. Ein 600 Quadratmeter großer Anbau wurde mit Lärchenholz verkleidet. In ihm befinden sich Schulungsräume, Sanitärbereich mit Nass-Schleuse, Trockenräume, Technikraum für Segellehrer und eine Werkstatt; zusätzlich gibt es oben eine große Dachterrasse.

## Segelausbildung
In der Hanseatischen Yachtschule werden heute jährlich mehr als 3000 Segler ausgebildet. Bekannt wurden Segelcrews der Hanseatischen Yachtschule aus Glücksburg durch erfolgreiche Teilnahmen an großen internationalen Regatten. Einflussreiche und bekannte Förderer setzten sich für die Hanseatische Yachtschule ein. Eine große Spende war die Yacht Germania V der Familie Krupp. Der tragende Kern dieser Schule sind ehrenamtliche Segelausbilder, die ab einer bestimmten, amtlich bescheinigten seglerischen Qualifikation die Kurse der Hanseatischen Yachtschule betreuen. Für deren Ausbildung steht ein Fonds der Eberhard Wienholt-Stiftung bereit, der entsprechende Seminare finanziert.

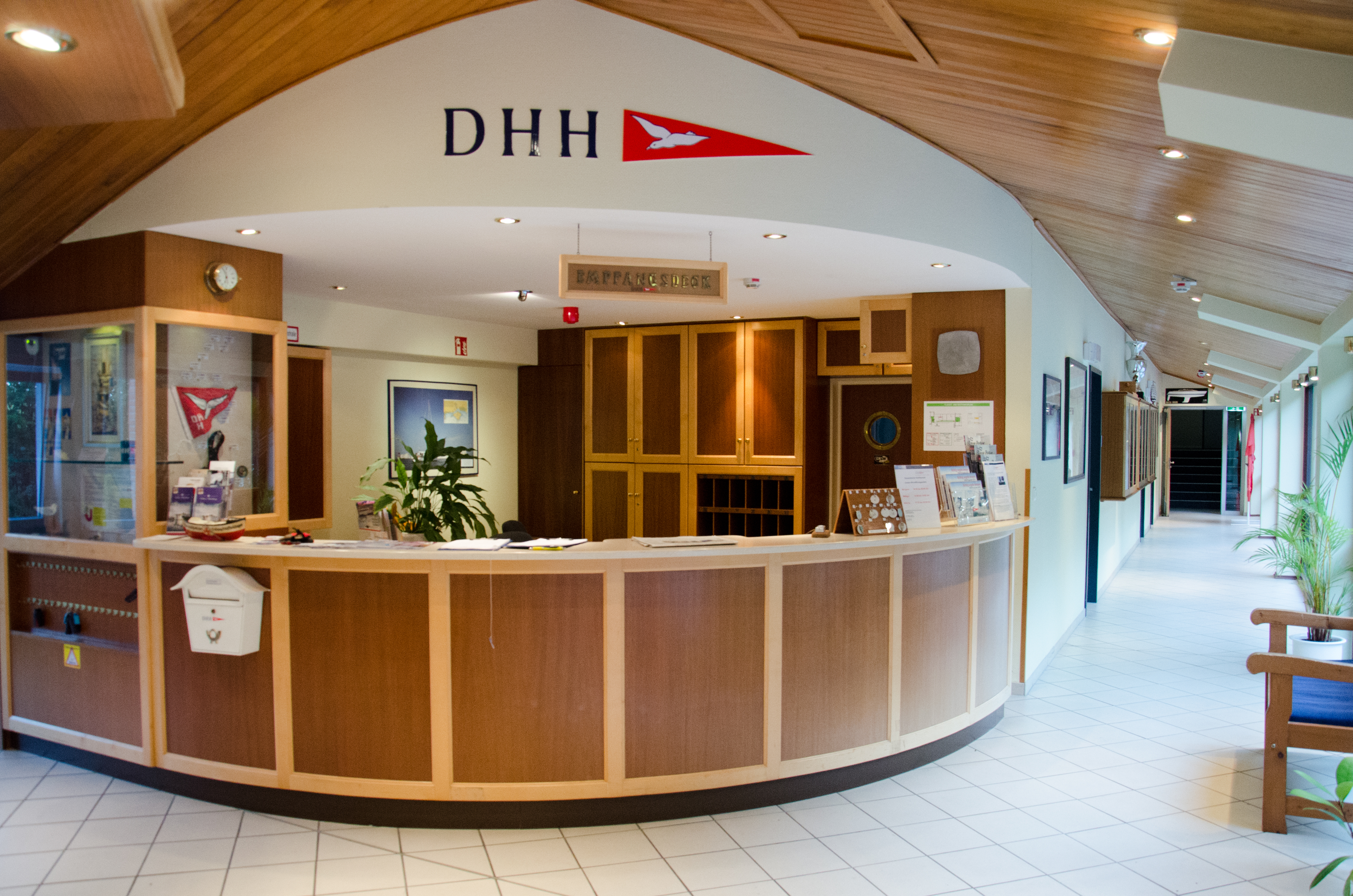
Empfangsdeck bzw. Rezeption
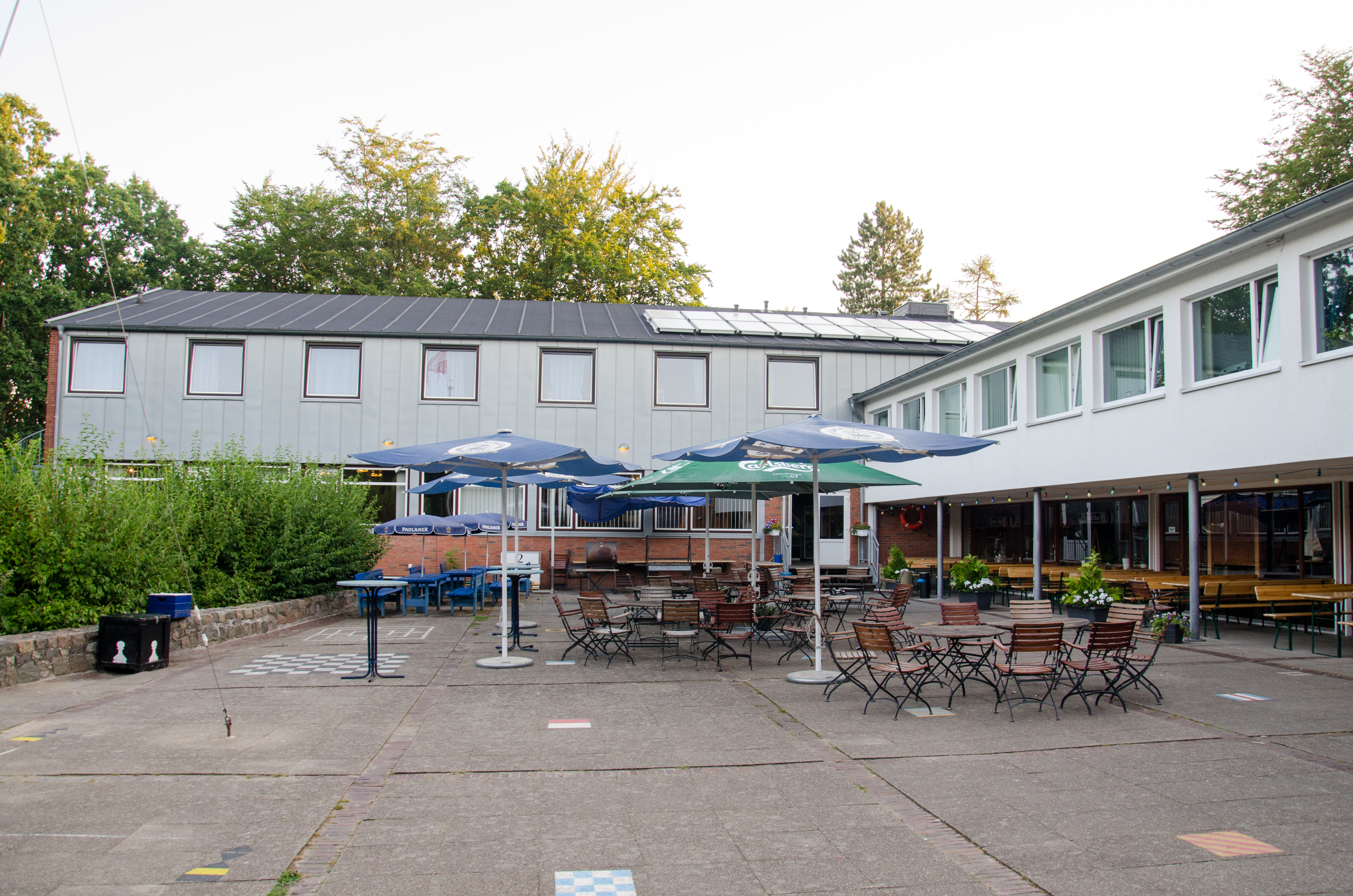
Terrasse
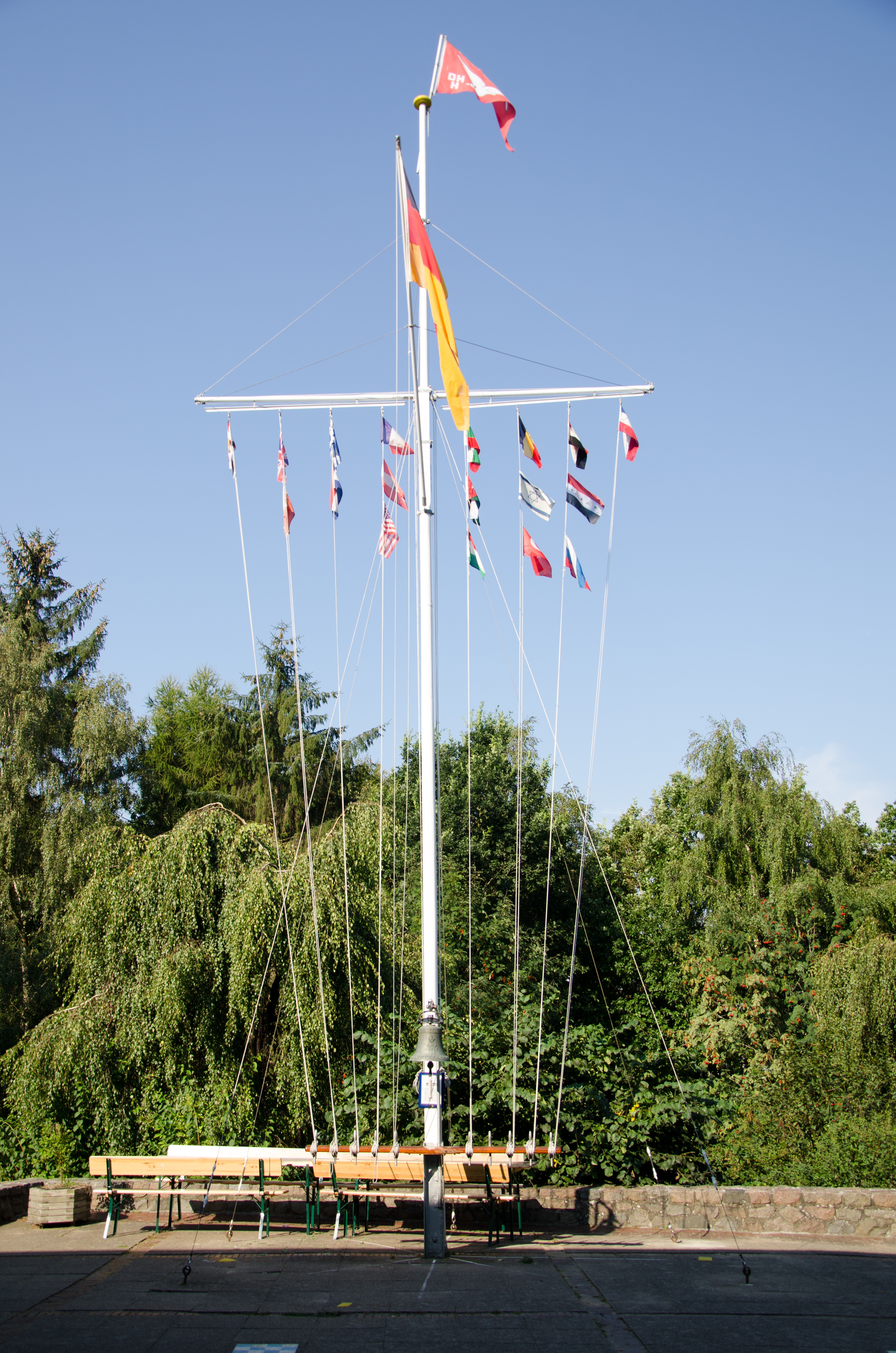
Flaggenmast auf der Terrasse
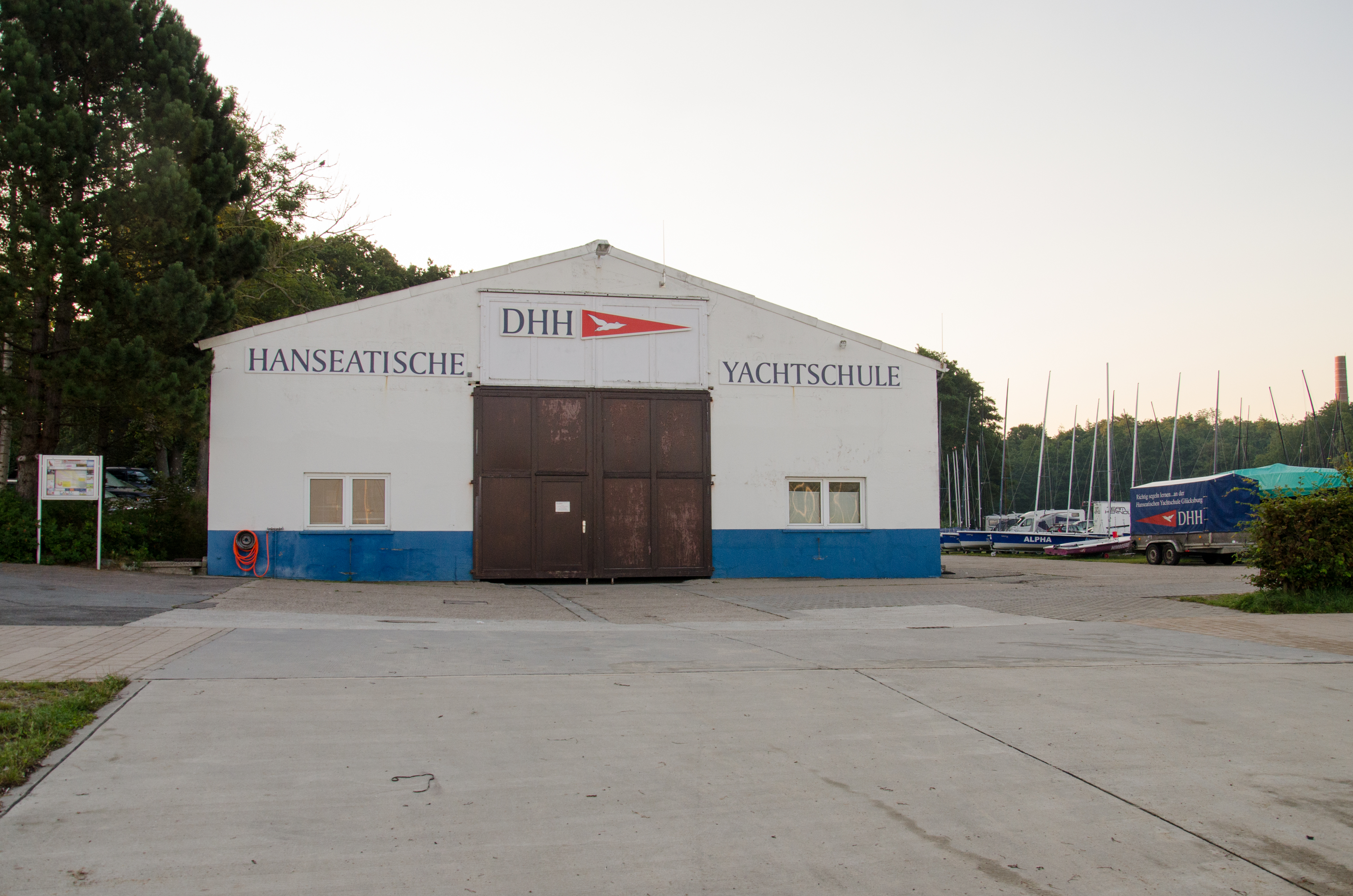
Alte Bootshalle, Abriss 2017, Neubau 2017, rechts daneben die Ausbildungsboote des Typs Laser 2000 („Alpha“)
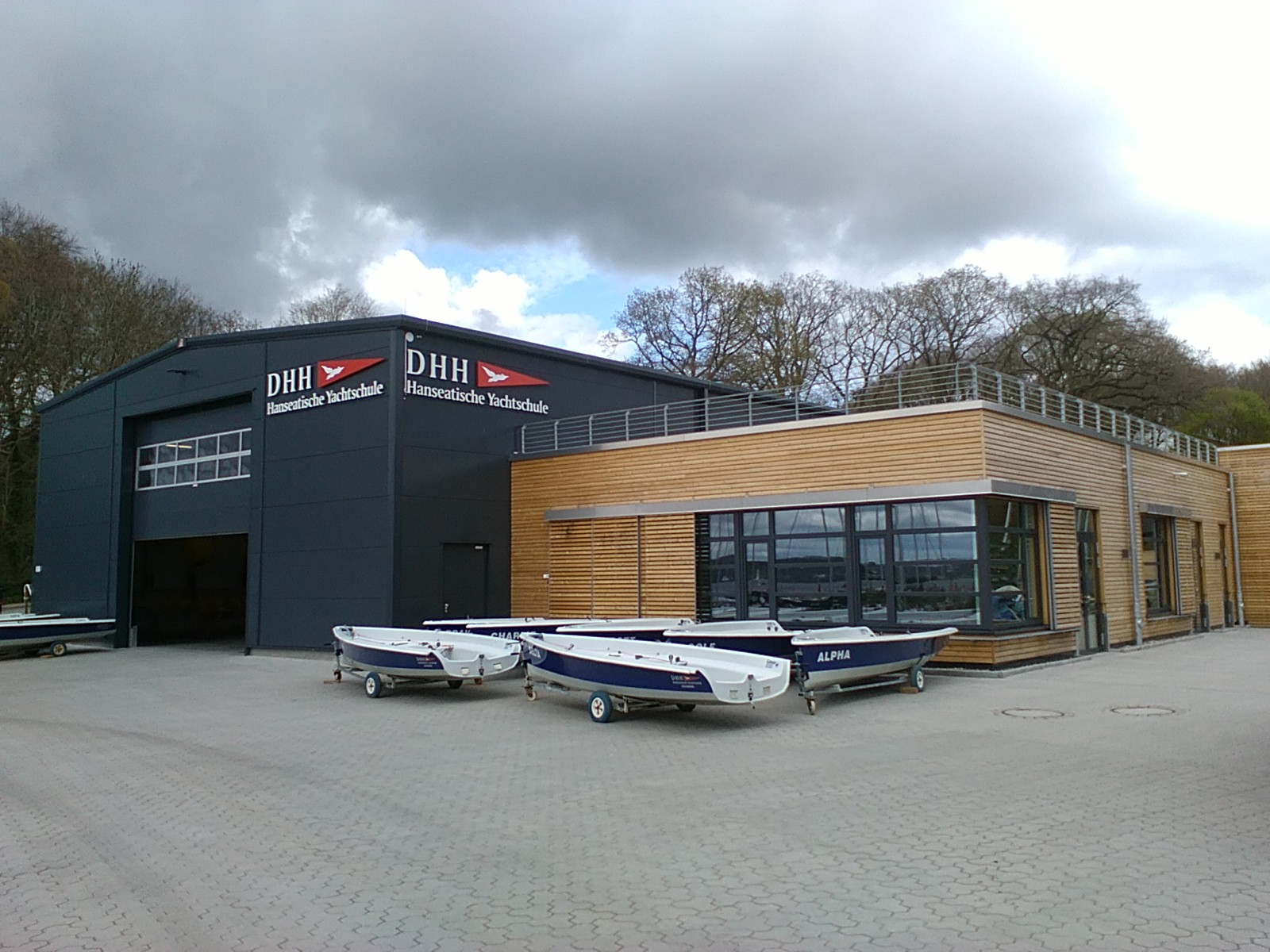
Neue Bootshalle, 2018
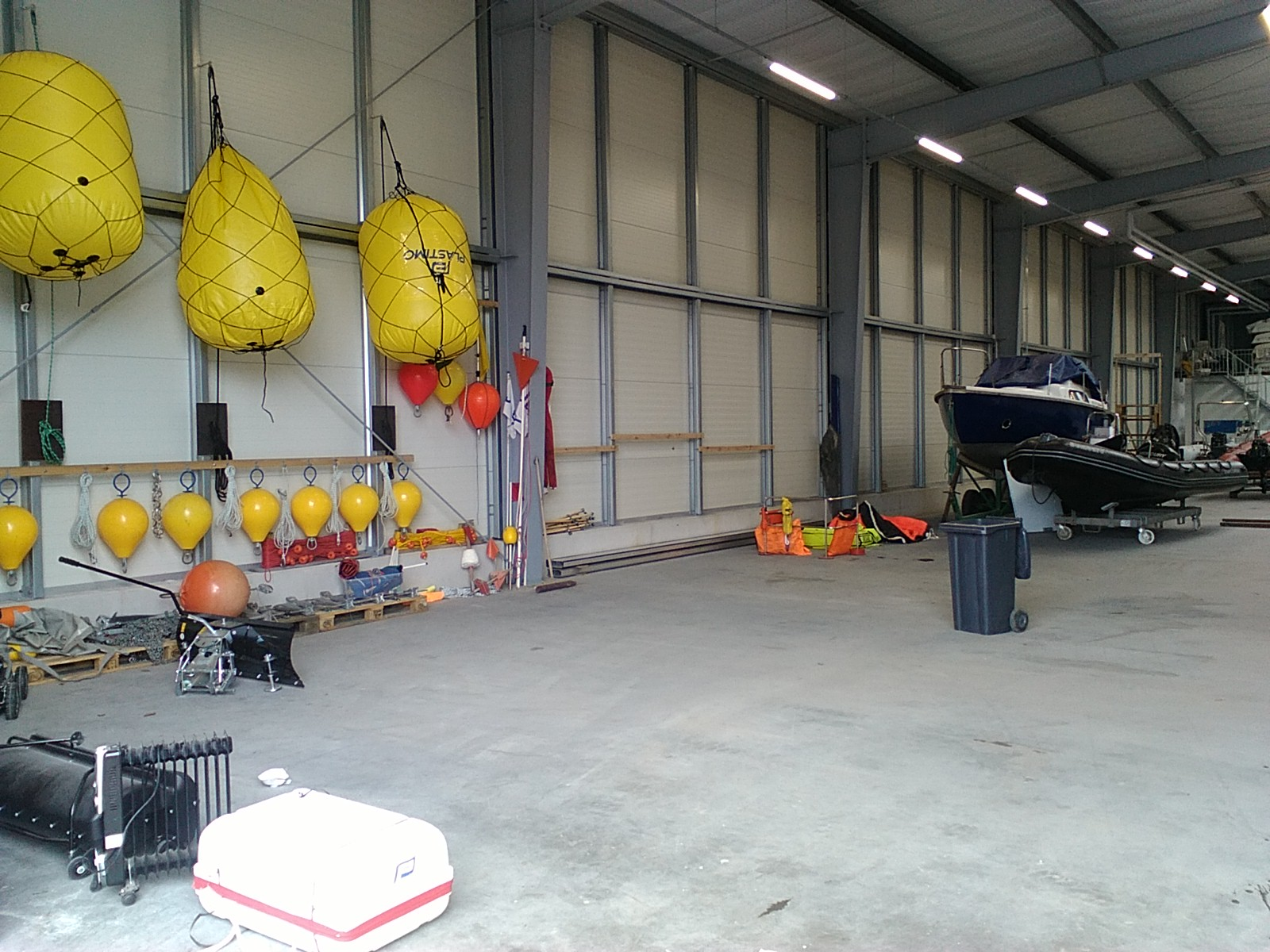
Neue Bootshalle innen, 2018
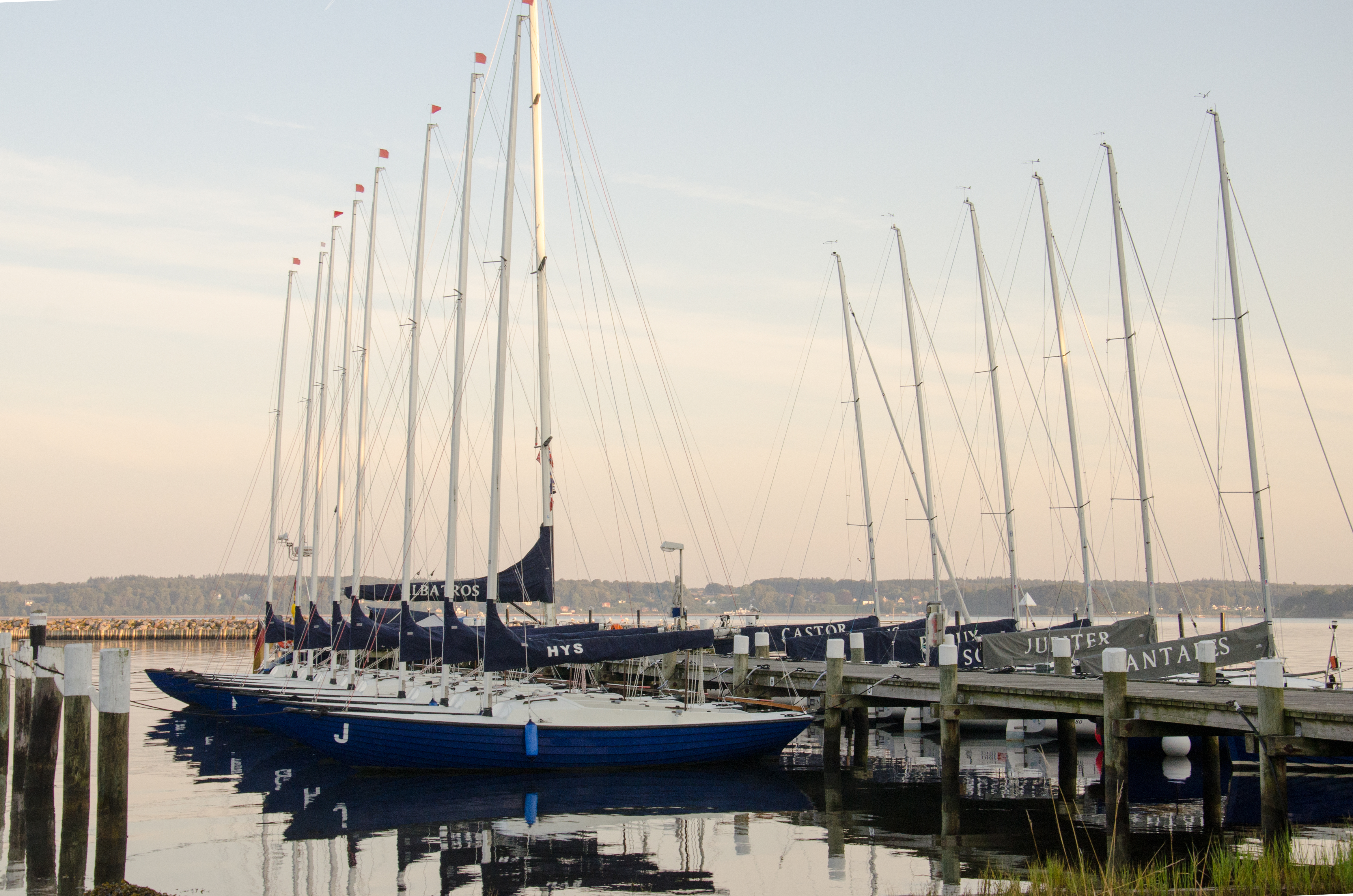
Ostsee-Brücke mit Ausbildungsbooten, links Folkeboote, rechts J/80